# Howard Stern
Howard Allan Stern (Jackson Heights (Queens, New York), 12 januari 1954) is een Amerikaanse radio- en televisiepersoonlijkheid.
Hij noemt zichzelf de "Koning van Alle Media" (King of All Media). Zijn provocatieve toon heeft hem populair en rijk gemaakt. In 2006 werd hij gekozen tot persoon op de TIME 100, een lijst van de honderd meest invloedrijke mensen ter wereld. In datzelfde jaar werd hij zevende op de jaarlijkse Celebrity 100 lijst van Forbes Magazine, een lijst waarop de invloedrijkste beroemdheden ter wereld worden gerangschikt. Stern was vanaf 2012 tot en met 2015, vier seizoenen te zien als jurylid in het televisieprogramma America's Got Talent.

## The Howard Stern Show
Stern presenteert The Howard Stern Show. Op zijn hoogtepunt had het programma meer dan 20 miljoen luisteraars. In 1996 won het programma Billboard's "Network/Syndicated Program of the Year" in zowel de mainstream rock als de modern rock categorieën.

## Televisieseries
- America's Got Talent - Jurylid (2012-2015)